# Reczyce (Łódź)
Pour les articles homonymes, voir Reczyce.
Reczyce (prononciation [rɛˈt͡ʂɨt͡sɛ]) est un village de la gmina de Domaniewice, du powiat de Łowicz, dans la voïvodie de Łódź, situé dans le centre de la Pologne.
Il se situe à environ 3 kilomètres au nord-est de Domaniewice (siège de la gmina), 12 kilomètres au sud-ouest de Łowicz (siège du powiat) et 37 kilomètres au nord-est de Łódź (capitale de la voïvodie).
Sa population s'élève approximativement à 600 habitants.

## Administration
De 1975 à 1998, le village était attaché administrativement à l'ancienne voïvodie de Skierniewice.

Depuis 1999, il fait partie de la nouvelle voïvodie de Łódź.